# Unión Dominicana de Judo
La Unión Dominicana de Judo o UDOJUDO es una entidad dedicada al deporte del judo de la República Dominicana que goza del reconocimiento de la nueva Confederación Panamericana de Judo (CPJ), ente rector del judo panamericano que sustituye a la antigua Unión Panamericana de Judo (UPJ).

## Orígenes
UDOJUDO nace por la situación de la antigua entidad rectora del judo nacional en la República Dominicana, la FEDOJUDO (Federación Dominicana de Judo) quien optó por mantenerse afiliada a la UPJ, la cual ha quedado excluida del entorno deportivo por decisión de la Federación Internacional de Judo, decisión que ha sido acogida por las diversas organizaciones deportivas de América, tales como ODEPA, ACODEPA, ODESUR, ODECABE, entre otras. 